# Batalha de Refidim

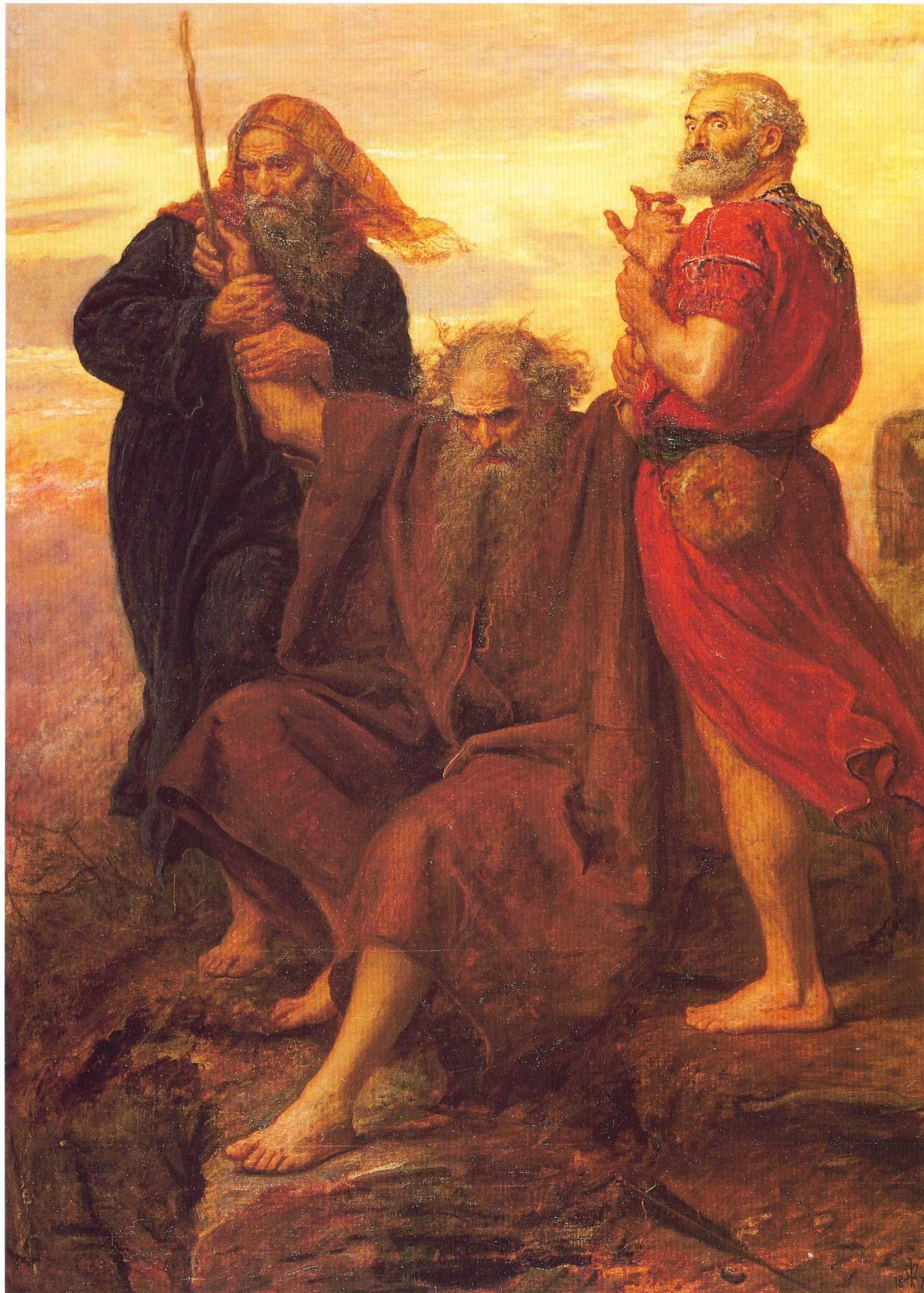
Moisés erguendo os braços durante a Batalha de Refidim, auxiliado por Hur e Aarão, de John Everett Millais

A Batalha de Refidim (ou Refidim), conforme descrito na Bíblia, foi uma batalha entre os israelitas e Amaleque, que ocorreu em Refidim enquanto o povo israelita se movia em direção à Terra Prometida. A descrição desta batalha pode ser encontrada no Livro do Êxodo.

## Batalha de acordo com a Bíblia
De acordo com Exôdo 17, 8-13, após a fuga dos judeus do Egito, eles acamparam em Refidim.
A batalha começou com o ataque não provocado dos amalequitas contra os judeus (Êxodo 17,8). Posteriormente, Yahweh anunciou o extermínio dos amalequitas e convocou Israel para derrotá-los, declarando que Israel experimentaria paz com seus inimigos (Êxodo 17,8 e Deuteronômia 25,19). Este foi o primeiro de vários conflitos ao longo de várias centenas de anos entre os amalequitas e judeus.
Moisés exortou os fiéis a lutar e colocou o seu povo sob a liderança de Josué. As palavras, "que sustentarão a vara de Deus", poderiam ser uma expressão das suas crenças sobre a vitória iminente na próxima batalha, uma vez que eles lutaram sob a bandeira de Deus.
Moisés observou de cima. Quando ele ergueu as mãos, Israel obteve vantagem militar. Sempre que ele abaixava as mãos, de acordo com o relato bíblico, eles começaram a perder. A Bíblia descreve como, quando Moisés ficou cansado, seus parentes mais próximos, Hur e Arão, levantaram suas mãos em busca de apoio (Exôdo 17,12). A batalha durou até a noite, terminando com a vitória dos israelitas.
O livro do Êxodo menciona a maldição-punição lançada aos inimigos do povo escolhido, os israelitas. Os amalequitas deveriam ser apagados da história. Maldições com conotações semelhantes também são registradas no livro de Jeremias (Jr 2,3). Após o sucesso dos militares israelenses, ele ergueu um altar - Yahweh-Nissi (hebraico יְהוָה נִסִּי) - denotando "O Senhor é meu estandarte". O nome se refere às varas seguradas por Moisés.

## Pesquisa
De acordo com alguns pesquisadores, Refidim era o único oásis na região. Ele estava situado nas montanhas, onde os nômades traziam gado para beber. Quando os israelitas viajaram para Canaã, eles descobriram os amalequitas, que habitavam o norte da Península do Sinai e o Negev.
De acordo com William Petri, os amalequitas tentou impedir os israelitas de chegarem ao oásis. As conclusões de Petri baseiam-se na sua investigação sobre o clima, que, desde os dias de Moisés, permaneceu quase inalterada. Assim, ele concluiu que o número de nómades que ali vivem há milênios permaneceu a um nível semelhante, cerca de cinco a sete mil pessoas. Tendo em conta a descrição bíblica da batalha, e a descrição de que o seu resultado final só foi decidido à noite, presume-se que o número de combatentes de ambos os lados tenha sido próximo. Entende-se que os israelitas tinham cerca de seis mil pessoas. O confronto resultou no acesso dos intrusos ao oásis.
O estudioso e comentarista bíblico do século XIX Alexandre Łopuchin interpretou Deuteronômio (Deuteronômio 25, 17-18) como significando que os amalequitas primeiro sitiaram, roubando viajantes exaustos que ficaram para trás do oásis e, em seguida, atacaram uma tribo inteira de israelitas.
John Van Seters argumenta que, de acordo com a interpretação tradicional, o levantamento das mãos de Moisés foi considerado um sinal de oração; isso é significativo porque o texto não menciona diretamente a oração. Van Seters acreditava que o gesto de Moisés, como o de Josué - elevar o dardo (Josué 8, 18-26) - deveria ser entendido como a prática da magia e, secundariamente, como religioso. Hans-Christoph Schmitt contesta essa visão, apontando que tais restrições seriam improváveis. Em sua opinião, devem-se buscar paralelos em 1 Samuel 7, 2–13, onde Israel é vitorioso graças à oração constante de Samuel.